# Jewgienija Rodina
Jewgienija Rodina, ros. Евгения Родина (ur. 4 lutego 1989 w Moskwie) – rosyjska tenisistka, mistrzyni juniorskiego Australian Open w grze podwójnej z roku 2007.

## Kariera tenisowa

### Kariera juniorska
Przygoda Rosjanki z turniejami juniorskimi rozpoczęła się w 2003 roku w Samarze. Jewgienija pokonała trzy swoje rodaczki, a na etapie półfinału uległa Marinie Szamajko, kolejnej z nich. Po wygraniu kilku ITFowskich turniejów w maju 2004 roku nadszedł czas na debiut wielkoszlemowy – nieudany, bo na kortach Rolanda Garrosa Rodina już w pierwszej rundzie uległa Monice Niculescu. Znacznie lepiej spisała się na Wimbledonie, dochodząc już do trzeciej rundy. Ponownie z Niculescu poległa w drugiej rundzie turnieju w Nowym Jorku na swojej ulubionej nawierzchni. Nie wzięła udziału w Australian Open 2005, ale w Paryżu poprawiła swoje najlepsze osiągnięcie w karierze, dochodząc do czwartej rundy turnieju i przegrywając z dużo bardziej doświadczoną węgierską tenisistką, Ágnes Szávay. Odpadła w drugiej rundzie Wimbledonu z Mariną Erakovic. Nie broniła punktów zdobytych na nowojorskim Flushing Meadows. Jej kolejny wielkoszlemowy start to turniej Australian Open w 2006 roku, gdzie przegrała w trzech setach mecz drugiej rundy z Kateřiną Vaňkovą. Do tego samego etapu doszła na Roland Garros, w Londynie była w rundzie trzeciej. Wielkoszlemowy sezon 2007 rozpoczęła od dwóch ćwierćfinałów: w Melbourne i Paryżu (za pierwszym razem uległa Madison Brengle, a za drugim późniejszej mistrzyni, Alizé Cornet).
U boku rodaczki Reginy Kulkowej zadebiutowała na French Open 2004 w turnieju wielkoszlemowym juniorskim w grze podwójnej. Doszła do ćwierćfinału. W styczniu 2007 w parze z Ariną Rodionową wygrała turniej deblistek Australian Open. W finale Rosjanki pokonały wówczas Urszulę Radwańską i Julię Cohen.

### Kariera zawodowa
W roku 2005 Jewgienija po raz pierwszy otrzymała szansę zagrania w zawodowym turnieju WTA. Od organizatorów turnieju w uzbeckim Taszkencie otrzymała dziką kartę. Pierwszy zawodowy mecz stoczyła z rodaczką Tatjaną Panową i wygrała 6:2, 6:4. Następnie pokonała Melindę Czink, a w ćwierćfinale przegrała z Jekatieriną Byczkową w trzech setach. Do dziś to jej najlepszy zawodowy występ. Od tego czasu kilkakrotnie próbowała swoich sił w turniejowych kwalifikacjach, między innymi w Australian Open 2007 i French Open 2007, ale kolejne próby kończyły się niepowodzeniem. Najbliżej awansu była w 2007 roku w Bogocie, gdzie przegrała w trzeciej rundzie eliminacji trzysetowy mecz z mało znaną hiszpańską zawodniczką.

## Historia występów wielkoszlemowych
Legenda
     W, wygrany turniej
     F, przegrana w finale
     SF, przegrana w półfinale
     QF, przegrana w ćwierćfinale
     xR, przegrana w x rundzie
     A, brak startu
     NH, turniej nie odbył się

### Występy w grze pojedynczej
| Australian Open        | A    | A   | A   | Q2  | Q1  | Q1  | 1R  | 2R | 1R  | A   | A   | 1R | 1R  | 1R | Q2 | 1R  | A   | A | A   | 1R | 0 / 8  | 1 – 8   |  |  |  |  |
| French Open            | A    | A   | A   | Q2  | 1R  | Q3  | Q3  | 1R | A   | A   | Q1  | 1R | Q1  | 1R | Q3 | 1R  | A   | A | A   |    | 0 / 5  | 0 – 5   |  |  |  |  |
| Wimbledon              | A    | A   | A   | Q2  | 3R  | Q2  | Q2  | 2R | A   | A   | A   | 2R | 2R  | 1R | 4R | A   | NH  | A | A   |    | 0 / 6  | 8 – 6   |  |  |  |  |
| US Open                | A    | A   | A   | Q3  | 1R  | Q2  | Q3  | 1R | A   | A   | Q1  | 2R | 2R  | 2R | 1R | A   | A   | A | 2R  |    | 0 / 7  | 4 – 7   |  |  |  |  |
|                        |      |     |     |     |     |     |     |    |     |     |     |    |     |    |    |     |     |   |     |    |        |         |  |  |  |  |
| Ranking na koniec roku | 1138 | 323 | 233 | 133 | 133 | 113 | 103 | 93 | 343 | 468 | 152 | 84 | 104 | 83 | 88 | 177 | 385 | – | 450 |    | 0 / 26 | 13 – 26 |  |  |  |  |

### Występy w grze podwójnej
| Australian Open        | A | A   | A   | A   | A   | A   | A   | A   | A   | A   | A   | A   | A   | A   | A   | 1R  | A    | A | A    | A | 0 / 1 | 0 – 1 |  |  |  |  |  |
| French Open            | A | A   | A   | A   | A   | A   | A   | A   | A   | A   | A   | A   | A   | 1R  | A   | 1R  | A    | A | A    |   | 0 / 2 | 0 – 2 |  |  |  |  |  |
| Wimbledon              | A | A   | A   | A   | Q1  | Q2  | A   | 2R  | A   | A   | A   | 1R  | Q1  | 1R  | A   | A   | NH   | A | A    |   | 0 / 3 | 1 – 3 |  |  |  |  |  |
| US Open                | A | A   | A   | A   | 2R  | A   | A   | A   | A   | A   | A   | A   | A   | A   | A   | A   | A    | A | 1R   |   | 0 / 2 | 1 – 1 |  |  |  |  |  |
|                        |   |     |     |     |     |     |     |     |     |     |     |     |     |     |     |     |      |   |      |   |       |       |  |  |  |  |  |
| Ranking na koniec roku | – | 578 | 218 | 160 | 171 | 342 | 212 | 102 | 744 | 477 | 157 | 131 | 155 | 249 | 182 | 373 | 1220 | – | 1285 |   | 0 / 8 | 2 – 7 |  |  |  |  |  |

### Występy w grze mieszanej
Jewgienija Rodina nigdy nie startowała w rozgrywkach gry mieszanej podczas turniejów wielkoszlemowych.

## Finały turniejów WTA
| Legenda                     | Legenda |
| --------------------------- | ------- |
| Wielki Szlem                |         |
| Igrzyska olimpijskie        |         |
| WTA Tour Championships      |         |
| 2009 – 2020                 |         |
| WTA Premier Mandatory       |         |
| WTA Premier 5               |         |
| WTA Premier                 |         |
| WTA International Series    |         |
| WTA 125K series (2012–2020) |         |

### Gra podwójna 1 (0–1)
| Końcowy wynik | Nr | Data          | Turniej | Nawierzchnia | Partnerka   | Przeciwniczki                 | Wynik finału   |
| ------------- | -- | ------------- | ------- | ------------ | ----------- | ----------------------------- | -------------- |
| Finalistka    | 1. | 17 lipca 2016 | Gstaad  | Ceglana      | Annika Beck | Lara Arruabarrena Xenia Knoll | 1:6, 6:3, 8–10 |

## Finały turniejów WTA 125K series

### Gra pojedyncza 2 (1–1)
| Końcowy wynik | Nr | Data              | Turniej | Nawierzchnia  | Przeciwniczka            | Wynik finału |
| ------------- | -- | ----------------- | ------- | ------------- | ------------------------ | ------------ |
| Zwyciężczyni  | 1. | 20 listopada 2016 | Tajpej  | Twarda (hala) | Chang Kai-chen           | 6:4, 6:3     |
| Finalistka    | 1. | 11 listopada 2018 | Limoges | Twarda (hala) | Jekatierina Aleksandrowa | 2:6, 2:6     |

### Gra podwójna 1 (1–0)
| Końcowy wynik | Nr | Data         | Turniej      | Nawierzchnia | Partnerka         | Przeciwniczki                    | Wynik finału |
| ------------- | -- | ------------ | ------------ | ------------ | ----------------- | -------------------------------- | ------------ |
| Zwyciężczyni  | 1. | 2 marca 2019 | Indian Wells | Twarda       | Kristýna Plíšková | Taylor Townsend Yanina Wickmayer | 7:6(7), 6:4  |

## Wygrane turnieje rangi ITF
| turnieje z pulą nagród 100 000 $ |
| turnieje z pulą nagród 75 000 $  |
| turnieje z pulą nagród 50 000 $  |
| turnieje z pulą nagród 25 000 $  |
| turnieje z pulą nagród 15 000 $  |
| turnieje z pulą nagród 10 000 $  |

### Gra pojedyncza
|     | Data       | Turniej         | Kat. | ($)    | Naw.      | Finalistka               | Wynik         |
| 1.  | 26/08/2006 | Moskwa          | ITF  | 25 000 | ziemna    | Jekatierina Makarowa     | 7:6(4), 6:3   |
| 2.  | 05/11/2006 | Mińsk           | ITF  | 25 000 | dywanowa  | Anastasija Pawluczenkowa | 6:4, 6:3      |
| 3.  | 28/10/2007 | Podolsk         | ITF  | 25 000 | twarda    | Anna Łapuszczenkowa      | 6:1, 6:3      |
| 4.  | 11/11/2007 | Mińsk           | ITF  | 50 000 | twarda    | Sorana Cîrstea           | 6:1, 6:1      |
| 5.  | 05/04/2009 | Chanty-Mansyjsk | ITF  | 50 000 | dywanowa  | Anna Łapuszczenkowa      | 6:3, 6:2      |
| 6.  | 22/11/2009 | Bratysława      | ITF  | 50 000 | twarda    | Renata Voráčová          | 6:4, 6:2      |
| 7.  | 07/08/2010 | Astana          | ITF  | 50 000 | twarda    | Kaciaryna Dziehalewicz   | 4:6, 6:1, 6:4 |
| 8.  | 06/07/2014 | Middelburg      | ITF  | 25 000 | ziemna    | Angelique van der Meet   | 7:5, 7:5      |
| 9.  | 07/09/2014 | Moskwa          | ITF  | 25 000 | ziemna    | Xenia Knoll              | 7:6(2), 6:1   |
| 10. | 21/09/2014 | Dobricz         | ITF  | 25 000 | ziemna    | Andreea Mitu             | 3:6, 7:5, 6:3 |
| 11. | 09/11/2014 | Szarm el-Szejk  | ITF  | 25 000 | twarda    | Laura Siegemund          | 6:2, 6:2      |
| 12. | 16/11/2014 | Szarm el-Szejk  | ITF  | 25 000 | twarda    | Laura Siegemund          | 5:7, 6:3, 6:2 |
| 13. | 26/06/2016 | Ilkley          | ITF  | 50 000 | trawiasta | Rebecca Šramková         | 6:4, 6:4      |

## Finały juniorskich turniejów wielkoszlemowych

### Gra podwójna (1)
| Końcowy wynik | Rok  | Turniej         | Nawierzchnia | Partnerka       | Przeciwniczki                 | Wynik finału  |
| Zwyciężczyni  | 2007 | Australian Open | Twarda       | Arina Rodionowa | Julia Cohen Urszula Radwańska | 2:6, 6:3, 6:1 |